# Halfway (Oregon)
Halfway és una població dels Estats Units a l'estat d'Oregon. Segons el cens del 2000 tenia 337 habitants.

## Demografia
Segons el cens del 2000, Halfway tenia 337 habitants, 159 habitatges, i 86 famílies. La densitat de població era de 302,6 habitants per km².
Dels 159 habitatges en un 24,5% hi vivien nens de menys de 18 anys, en un 43,4% hi vivien parelles casades, en un 9,4% dones solteres, i en un 45,3% no eren unitats familiars. En el 39,6% dels habitatges hi vivien persones soles el 24,5% de les quals corresponia a persones de 65 anys o més que vivien soles. El nombre mitjà de persones vivint en cada habitatge era de 2,12 i el nombre mitjà de persones que vivien en cada família era de 2,91.
Per edats la població es repartia de la següent manera: un 25,2% tenia menys de 18 anys, un 4,5% entre 18 i 24, un 20,5% entre 25 i 44, un 26,1% de 45 a 60 i un 23,7% 65 anys o més.
L'edat mediana era de 45 anys. Per cada 100 dones de 18 o més anys hi havia 81,3 homes.
La renda mediana per habitatge era de 17.212$ i la renda mediana per família de 27.813$. Els homes tenien una renda mediana de 23.750$ mentre que les dones 13.194$. La renda per capita de la població era de 12.997$. Aproximadament el 24,5% de les famílies i el 28,3% de la població estaven per davall del llindar de pobresa.

## Poblacions més properes
El següent diagrama mostra les poblacions més properes.